# Burning Bridges
Burning Bridges es el tercer álbum de estudio de la banda sueca Arch Enemy, y el último con Johan Liiva como vocalista.

## Lista de canciones
1. «The Immortal» - 3:43
2. «Dead Inside» - 4:12
3. «Pilgrim» - 4:32
4. «Silverwing» - 4:07
5. «Demonic Science» - 5:22
6. «Seed Of Hate» - 4:10
7. «Angel Claw» - 4:05
8. «Burning Bridges» - 5:30

### Pistas adicionales
Pistas extras incluidas en la edición japonesa del 19 de febrero de 2002.

1. «Scream of Anger» (cover de Europe)
2. «Fields of Desolation'99»[1]

### Canciones extras endigipakeuropeo
1. «Diva Satanica» − 3:46
2. «Hydra» − 0:56[1]

## Créditos

### Integrantes
- Christopher Amott - guitarra
- Michael Amott - guitarra
- Johan Liiva - voz
- Sharlee D'Angelo - bajo
- Daniel Erlandsson - batería[1]

### Producción
- Arreglos - Christopher Amott, Daniel Erlandsson, Michael Amott
- Ilustraciones, Fotografía, Diseño - Anna Sofi Dahlberg
- Ingeniero, Teclado - Fredrik Nordström
- Masterización - Göran Finnberg
- Música - Christopher Amott (pistas: 1 a 5, 7)
- Música, Letra - Michael Amott
- Otros (administración) - Dave Thorne
- Fotografía (Contraportada) - Adde
- Fotografía (Banda) - Tony Hunter
- Productor - Fredrik Nordström, Michael Amott[3]

Melotrón y piano por Per Wiberg.
Notas: Grabado y mezclado en el Studio Fredman, diciembre de 1998 y enero de 1999. Masterizado en «The Mastering Room» por Göran Finnberg.